# Angélique de Froissy
Philippa Angélique de Froissy (16 novembre 1700-Versailles, 15 octobre 1785), comtesse de Ségur, est une fille naturelle de Philippe d'Orléans (1674-1723), duc d'Orléans, futur Régent, et de l'actrice Charlotte Desmares (1682-1753). 
Elle fut légitimée en 1722.

## Biographie
Elle épousa au château de Maison-Blanche (Gagny) le 12 septembre 1718 Henri François, comte de Ségur (1689-1751). Ils eurent pour fils Philippe Henri, marquis de Ségur (1724-1801), maréchal de France en 1783 et sont les arrière-arrière-grands-parents par alliance de Sophie Rostopchine, comtesse de Ségur.
Après le mariage d'Angélique avec le comte de Ségur, le titre de Froissy a été transféré à la famille Danse qui, habitant le village de Froissy dans la région du Beauvaisis, avait élevé secrètement cette fille naturelle. Angélique a été légitimée par le duc d'Orléans le 22 avril 1722, un an avant sa mort à Versailles.